# Stepska rutvica
Stepska rutvica (lat. Peganum), rod korisnih, ljekovitih trajnica iz porodice Nitrariaceae, nekada ukljućivan u porodice Zygophyllaceae i Tetradiclidaceae. Tri su mpriznate vrste unutar roda, to su P. mexicanum ia meksika i SAD–a, P. harmala  iz Euroazije i Afrike, s dvije podvrste i P. nigellastrum iz Sibira, Mongolije i Kine

## Vrste
1. Peganum harmala L.
2. Peganum mexicanum A. Gray
3. Peganum nigellastrum Bunge

## Vanjske poveznice
|  | Zajednički poslužitelj ima još gradiva o temi Peganum |
|  | Wikivrste imaju podatke o taksonu Peganum             |